# Józef Prutkowski

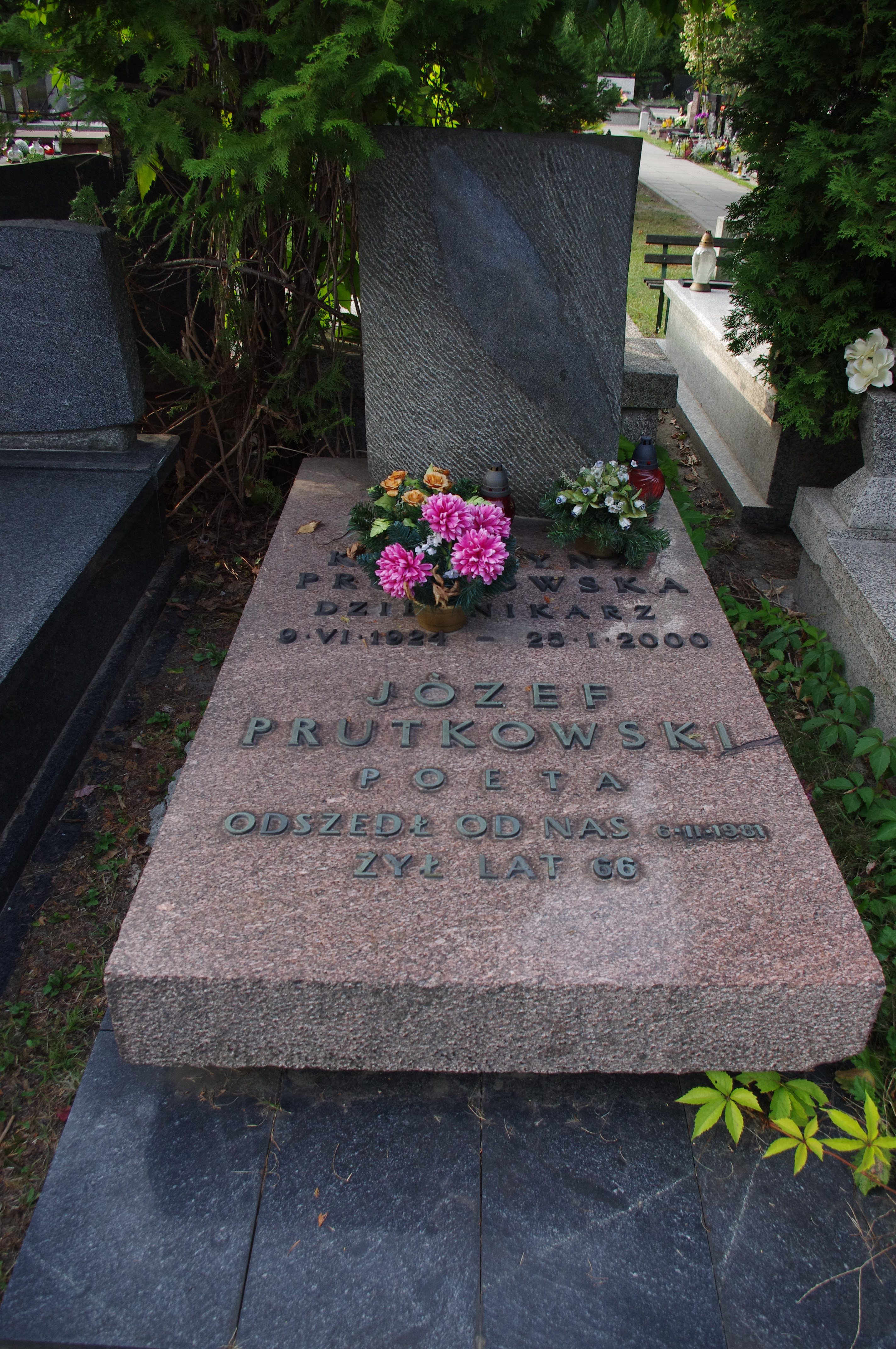
Grób literata Józefa Prutkowskiego na Cmentarzu Wojskowym na Powązkach

Józef Prutkowski właściwie Józef Nacht (ur. 18 stycznia 1915 w Aradzie, zm. 6 lutego 1981 w Warszawie) – polski pisarz i aktor.

## Życiorys
Dzieciństwo i młodość spędził we Lwowie, gdzie ukończył tamtejsze III Gimnazjum im. Stefana Batorego. Debiutował w 1933 roku na łamach prasy literackiej, a w 1935 r. wydał swój pierwszy tomik wierszy. Bezpośrednio przed oraz w początkach II wojny światowej był aktorem i autorem tekstów teatru Poezji i Satyry we Lwowie. Ze Lwowa został zesłany do obozu pracy w Ulinowsku. W 1944 r. wstąpił w szeregi Wojska Polskiego i razem z Dywizją im. Tadeusza Kościuszki przeszedł cały szlak bojowy. Kierował teatrzykiem żołnierskim tej Dywizji, a następnie pracą literacko-artystyczną I Armii Wojska Polskiego. Bezpośrednio po wojnie krótko pełnił funkcję redaktora naczelnego pisma satyrycznego „Kocynder” w Katowicach, by w 1949 r. przenieść się do Warszawy. Początkowo m.in. kierował działem satyrycznym „Trybuny Wolności”. Później przez wiele lat współpracował z Teatrem „Syrena” jako autor tekstów i wykonawca. Sprawował również kierownictwo artystyczne Estrady Domu Wojska Polskiego, a także współpracował z Polskim Radiem i tygodnikiem Szpilki. Pisał i wydał wiele zbiorków swoich wierszy. Napisał też wiele słuchowisk radiowych oraz utworów estradowych i rewiowych. Pochowany na cmentarzu Powązki Wojskowe w Warszawie (kwatera MII-5-2). 

## Nagrody i odznaczenia
- 1965 – Krzyż Oficerski Orderu Odrodzenia Polski
- 1975 – Krzyż Komandorski Orderu Odrodzenia Polski

## Filmografia
- 1977 – Antyki – obsada aktorska (Stefan Kamiński),
- 1971 – Motodrama – obsada aktorska (występuje w roli samego siebie; nie występuje w czołówce),
- 1965 – Zawsze w niedziele – dialogi,